# Robert Engle
Robert Franklin Engle (Syracuse, 10 novembre 1942) è un economista e statistico statunitense, vincitore del Premio della Banca di Svezia per le Scienze Economiche in memoria di Alfred Nobel (Premio Nobel per l'economia) nel 2003, insieme a sir Clive Granger, per lo sviluppo di "metodi di analisi delle serie storiche economiche con volatilità variabile nel tempo (ARCH)".

## Biografia
Nato a Syracuse, New York, in una famiglia quacchera, era figlio di Robert Fry Engle Jr., chimico della DuPont, e Mary Starr Murry, insegnante di francese. Due sorelle, Patricia e Sally, gemelle. Engle si è diplomato al Williams College, quindi si è laureato in fisica nel 1966  e ha conseguito un dottorato in economia nel 1969, entrambi alla Cornell University. Engle ha insegnato  economia al Massachusetts Institute of Technology dal 1969 al 1977. Tra il 1975 e il 2003 Robert Engle ha poi insegnato alla Università della California di San Diego (UCSD) e in seguito alla Stern School of Business della New York University, dove occupa la cattedra di Management of financial services intitolata a Michael Armellino.
Il più importante contributo alla scienza economica di Robert Engle è stato lo sviluppo di un metodo per analizzare movimenti imprevedibili nei prezzi dei mercati finanziari e nei tassi d'interesse. Una accurata caratterizzazione e previsione di tali movimenti è essenziale per quantificare e gestire efficacemente il rischio. Per esempio, la misurazione del rischio gioca un ruolo fondamentale nel determinare il prezzo delle opzioni e degli strumenti derivati. In precedenza, il ricercatore poteva ipotizzare una volatilità costante, o utilizzare ipotesi semplificate per approssimarla. Engle sviluppò una serie di modelli statistici della volatilità che catturano la tendenza dei prezzi delle attività finanziarie a oscillare tra periodi di elevata volatilità e periodi di modesta volatilità. Questi modelli prendono il nome di Autoregressive Conditional Heteroskedasticity, o ARCH, e sono diventati strumenti essenziali della moderna teoria e pratica dell'asset pricing.

## Vita privata
Sposato con Marianne Eger Engle, psicologa, due i figli: Lindsay, anche lei psicologa, e Jordan, attore.
Engle è genero di Edith Eger.

## Opere principali
- Engle, R. (1982) Autoregressive Conditional Heteroskedasticity With Estimates of the Variance of U.K. Inflation, Econometrica 50, 987-1008.
- Engle, R., Hendry, D.F. and R. J. (1983) Exogeneity, Econometrica 51, 277-304.
- Engle, R., Granger, C., Rice, J. and Weiss, A. (1986) Semi-parametric estimates of the relation between weather and electricity demand, Journal of American Statistical Association 81, 310-320.
- Engle R., Lilien, D. and Robins, R. (1987) Estimation of Time Varying Risk Premia in the Term Structure: the ARCH-M Model, Econometrica 55, 391-407.
- Engle, R. and Granger, C. (1987) Co-integration and Error Correction: Representation, Estimation and Testing, Econometrica 55,251-276.
- Engle, R., Ng, V. and Rothschild, M. Asset Pricing with a Factor ARCH Covariance Structure: Empirical Estimates for Treasury Bills, Journal of Econometrics 45, 213-237.
- Engle, R. (2002) Dynamic Conditional Correlation - A Simple Class of Multivariate GARCH Models, Journal of Business and Economic Statistics.